# Xeloma atra
Xeloma atra är en skalbaggsart som beskrevs av Carl Peter Thunberg 1818. Xeloma atra ingår i släktet Xeloma och familjen Cetoniidae. Inga underarter finns listade i Catalogue of Life.